# The Real Me
"The real me" (tradução portuguesa: "O verdadeiro Eu" foi a canção que representou a Irlanda no Festival Eurovisão da Canção 1989, interpretada Kiev Connolly (nome verdadeiro: Caomh Connoly)  & The Missing Passengers. Foi a terceira canção a ser interpretada na noite do festival a seguir à canção israelita "Derekh Hamelekh", interpretada por Gili & Galit e antes da canção neerlandesa "Blijf zoals je bent", interpretada por Justine. No final, a canção irlandesa terminou em 18.º lugar, recebendo um total de 21 pontos. Foi a pior classificação daquele país no evento até então. 

## Autores
- Letrista: Kiev Connolly
- Compositor: Kiev Connolly
- Orquestrador: Noel Kelehan

## Letra
Canolly canta sobre a sua amante que o deixa. Ele explica o que ela vê "é o verdadeiro Eu" e que lea precisa de partir. O fa(c)to e ela partir implica que ela é eleita para partir. No fim Connoly beija a vocalista da banda, simbolizando a partida dela.